# Aureliano Brandolini
Pour les articles homonymes, voir Brandolini.
 (janvier 2023).
Il peut être nécessaire de l'améliorer pour respecter le principe de neutralité de point de vue. Veuillez consulter la page de discussion pour plus de détails.

 (janvier 2023).
 (janvier 2010).
Aureliano Brandolini, né le 8 août 1927 et mort le 5 septembre 2008, est un agronome et chercheur en développement agricole italien.
Né à Calolziocorte (Italie), il a été élève de Don Giovanni Ticozzi au lycée classique Alessandro Manzoni de Lecco où il est diplômé en agriculture à l’Università degli Studi di Milano (1950). Il s’est spécialisé en amélioration génétique et microtechnique au Département de botanique et d'agronomie de l’Iowa State University (États-Unis, 1955).

## Activités
Il est successivement directeur du Centro di ricerche orticole et du Centre lombarde pour l’horto-fleur-fruit-culture de Minoprio entre 1964 et 1971, du Centro di ricerca fitotecnica de Bergamo entre 1976 et 1983, pour lequel il crée et produit des maïs spéciaux[précision nécessaire] en Europe et en Amérique latine. Il est le directeur général de l’Istituto agronomico per l'oltremare (IAO) de Florence de 1983 à 1993, et responsable des projets de recherche et de développement agricole et rural du Ministère des affaires étrangères italien.
Ses premiers travaux scientifiques portent sur la récolte, la caractérisation, la sélection et l'amélioration génétique de la biodiversité agricole (variétés traditionnelles et améliorées) de l’Italie et de l’Europe du sud. Entre 1958 et 1960, il assiste l’Administration italienne de tuelle en Somalie dans le champ de la production du maïs, du sorgho et du sésame. Il organise l'assistance technique et coordonne les programmes d'introduction des maïs hybrides en Espagne, Roumanie, Hongrie, ex-Yougoslavie, ainsi que dans d'autres pays de l’Europe du sud.
Avec les professeurs Jean Aimé Baumann et Gonzalo Avila L. de la Fundación Simón I. Patiño, il fonde le Centre ecofitogenetico et le Centre semencier de Pairumani (Bolivie), institutions chargées de l’étude des ressources agricoles et de la production des semences améliorées des cultures andines et tropicales.
En collaboration avec Adolfo Pons et Giovanni C. Vandoni, il étudie les caractéristiques agronomiques, morphologiques et cytologiques des maïs de l’Équateur, qu’ils classifient en 6 sections, 18 complexes raciaux et 34 races. Avec d'autres chercheurs, il étudie les maïs boliviens, qu’ils classifient en 7 complexes raciaux, 28 races et 108 agro-écotypes,.
Il étudie l’histoire du maïs en Italie entre 2005 et 2006 et les variétés traditionnelles italiennes, et établit les relations phylogénétiques entre les variétés américaines originaires et celles cultivées en Italie, en identifiant les routes de migration entre les deux continents. Sa classification du germoplasme de la collection des Variétés italiennes de maïs (562 accesiones) décrit 10 complexes raciaux, 37 races et 77 agro-écotypes,.
Il a été [Quand ?]membre de l’Accademia di Agricoltura de Turin en Italie et de l’Academia Nacional de Agronomia y Veterinaria de Buenos Aires en Argentine.

## Sources
- Fondazione Minoprio
- Fundación Simón I. Patiño
- Istituto agronomico per l'oltremare